# Neuchâtel Xamax Football Club
El  Neuchâtel Xamax Football Club és un club de futbol suís de la ciutat de Neuchâtel.
Va ser fundat l'any 1970 fruit de la fusió dels clubs FC Cantonal (1906) i FC Xamax (1912). El gener de 2012, després de greus problemes econòmics, va perdre la categoria a la lliga suïssa i es va declarar en fallida.

## Palmarès
- 3 Lliga suïssa de futbol: 1916 (FC Cantonal Neuchâtel), 1987, 1988
- 3 Supercopa suïssa de futbol: 1987, 1988, 1990
- finalista de la Copa suïssa de futbol el 1950 (FC Cantonal Neuchâtel), 1974, 1985, 1990, 2003